# Neve artificiale

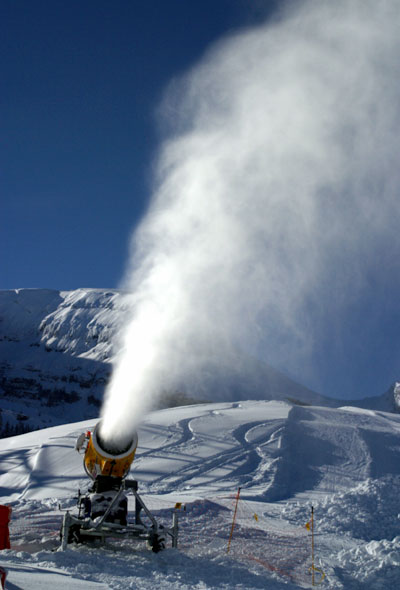
Impianto per innevamento artificiale.

La neve artificiale, più correttamente neve tecnica o anche neve programmata, è una neve non naturale (e in quanto tale presenta caratteristiche chimico-fisiche diverse dalla neve naturale) prodotta con mezzi, detti "innevatori" o, più comunemente, "cannoni sparaneve", che, in condizioni meteorologiche opportune, trasformano una certa quantità di acqua in neve secondo un processo detto "innevamento artificiale".
Si parla di "innevamento programmato" quando l'impianto di innevamento artificiale è completamente automatizzato avviandosi appena vengono rilevate le condizioni atmosferiche opportune (temperature sottozero e calma di vento).

## Storia

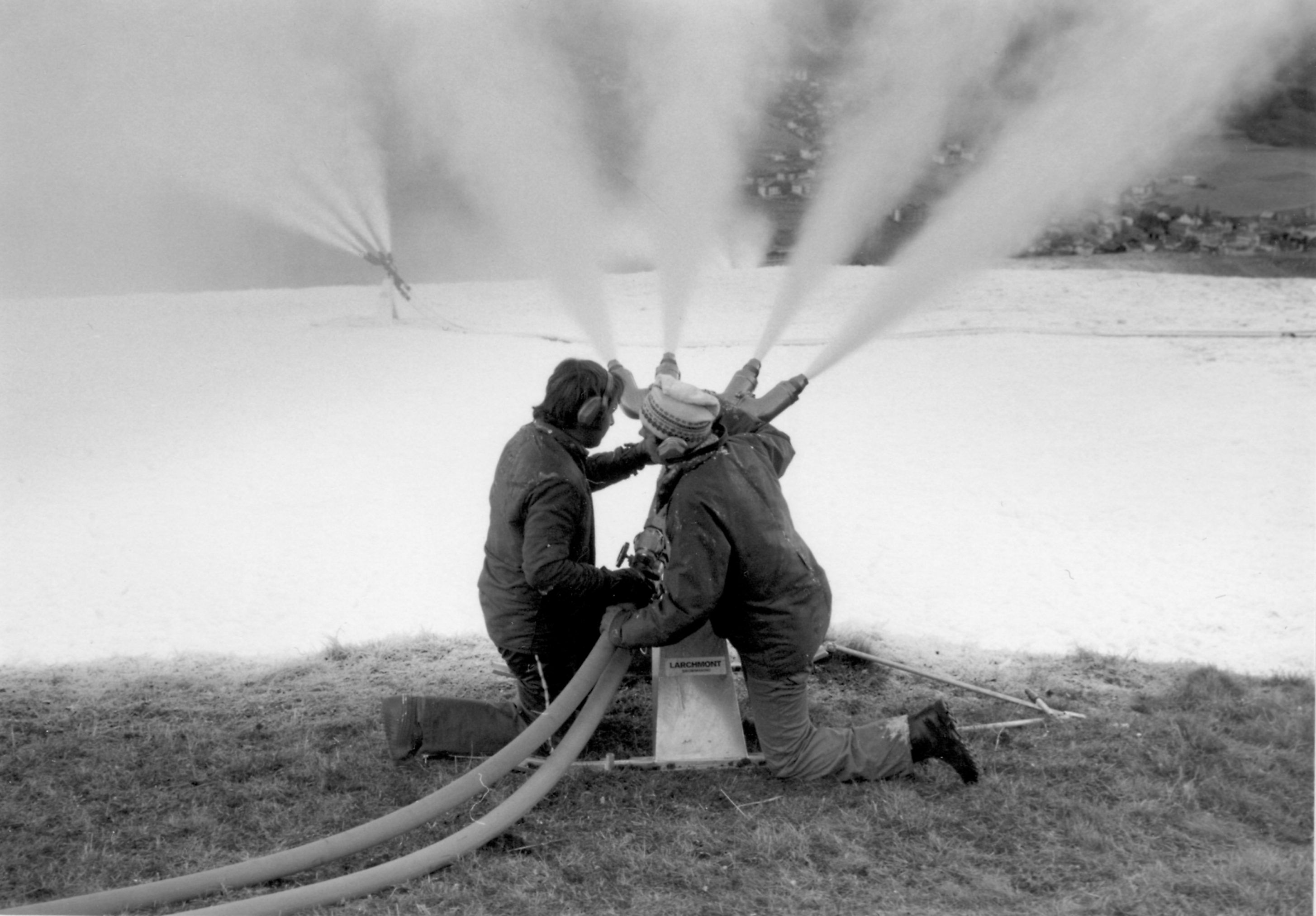
Il primo impianto sparaneve in Europa, a Savognin, Svizzera.

Il processo di produzione di neve artificiale fu scoperto per caso in Canada, negli anni '40, durante una prova su un motore a getto all'interno di una galleria del vento. Bisognerà aspettare poi fino agli anni '50 per vedere il primo brevetto di una macchina sparaneve, ad opera dell'azienda statunitense Tey Manufacturing Company. Il brevetto passò quindi nella mani della Emhart Corporation, che aveva acquisito l'azienda nel 1956. Il brevetto fu acquistato e utilizzato dalla Larchmont Irrigation Company, scatenando un dibattito sulla paternità del brevetto.
Nel 1958 fu brevettato da Alden Hanson la prima macchina sparaneve che faceva uso di una ventola e di agenti nucleanti.
Nel 1969 vide la luce il cosiddetto "brevetto Wollin", utilizzato dalla Snow Machines International, che per evitare eventuali dispute acquisto anche il precedente brevetto di Hanson. La nuova macchina riusciva ad atomizzare le goccioline d'acqua facendole impattare sulle lame della ventola. La Snow Machines International acquisto anche il successivo brevetto del "Boyne Snowmaker", del 1974.
La prima stazione sciistica italiana che fu dotata di innevamento artificiale fu Piancavallo, nel 1970.

## Descrizione e funzionamento

### Neve naturale

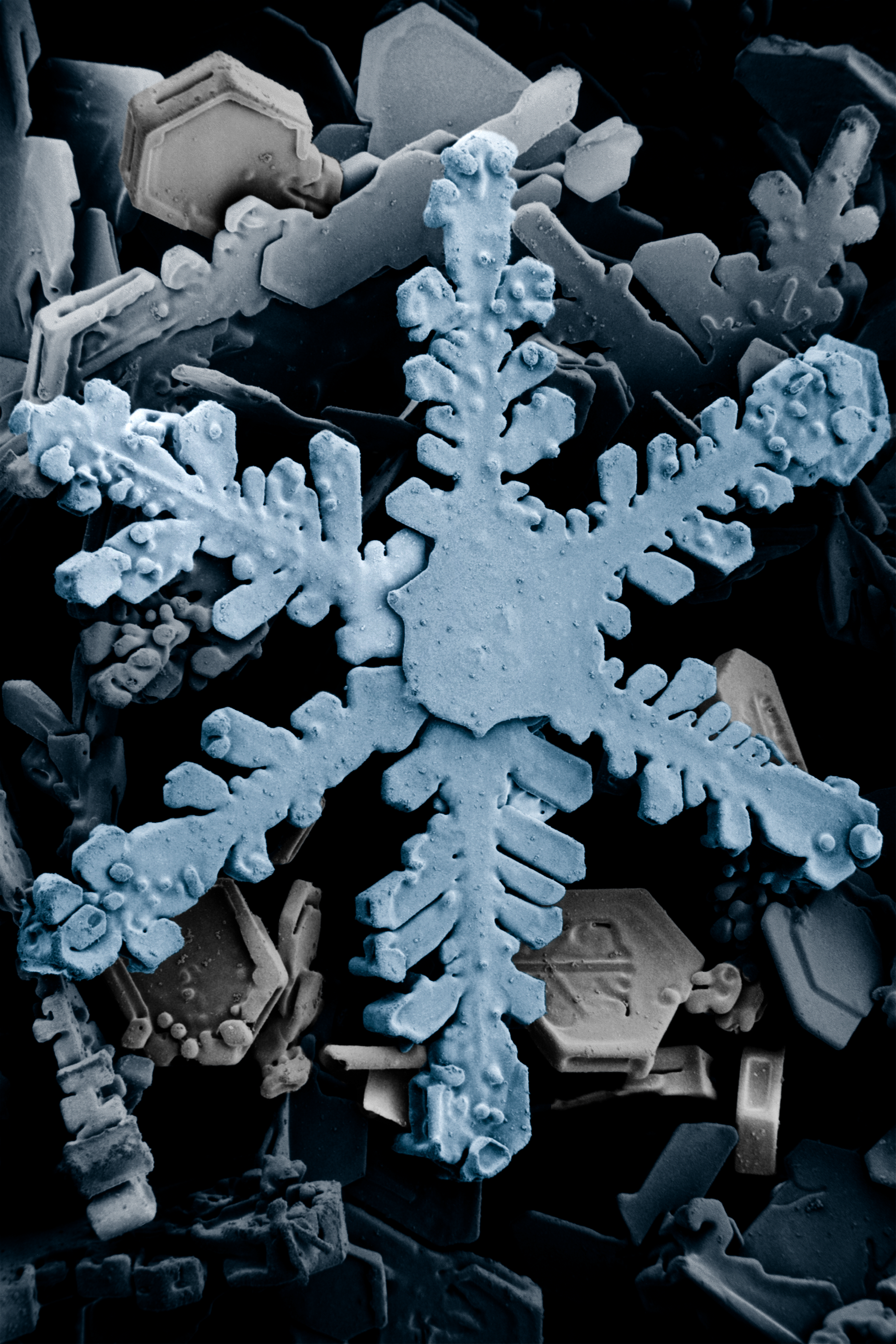
Fiocco di neve al microscopio

La vita di un cristallo di neve inizia all'interno dell'atmosfera. Questa contiene spesso umidità, data dal vapore acqueo, cioè dalle molecole di acqua sotto forma di gas in sospensione nell'aria. Se la temperatura si abbassa, il vapore acqueo condensa (cioè passa allo stato liquido, formando piccole goccioline) attorno a particelle chiamate "nuclei di condensazione" (sali, pollini o polveri presenti nell'atmosfera), che hanno un diametro medio di circa 1 μm. Se la temperatura dell'aria è al di sotto degli 0 °C è possibile che, invece di acqua liquida, si formino minuscoli cristalli di ghiaccio. Perché ciò avvenga sono necessari dei "nuclei di congelamento", simili a quelli di condensazione. Non tutte le particelle che fungono da nuclei di condensazione possono essere anche nuclei di congelamento; al diminuire della temperatura dell'aria il loro numero aumenta e diventa molto più facile la formazione, tramite congelamento, di cristalli di ghiaccio.
La dimensione e la massa dei cristalli di ghiaccio aumentano ed essi cominciano a subire più sensibilmente l'azione della forza di gravità, iniziando a cadere.
La forma finale del cristallo di neve dipende da una serie di variabili, come la temperatura, la velocità di caduta e l'umidità dell'aria incontrata. La velocità con cui la massa del cristallo aumenta dipende dalla temperatura: i cristalli che passano attraverso un'atmosfera più fredda sono più piccoli di quelli passati attraverso un'atmosfera più calda. Inoltre un'atmosfera più calda può contenere più umidità, dando luogo a nevicate più abbondanti. 
Una volta caduto al suolo il cristallo di neve subisce una serie di trasformazioni (metamorfismi), che ne modificano la forma iniziale e le caratteristiche fisiche. La trasformazione della neve dipende dalla temperatura all'interno del manto nevoso (legata alla temperatura dell'aria) e dal contenuto di acqua della neve (che dipende dalla sua origine). Il metamorfismo modifica la densità del manto nevoso, che può variare da un minimo di 50 a un massimo di 200 kg/m³ subito dopo una nevicata. La densità della neve a sua volta influisce sulla stabilità e sulla compattezza del manto nevoso stesso e, quindi, sulla sicurezza dell'ambiente.

### Neve artificiale
La neve artificiale viene prodotta con un processo che imita quello naturale. Il cannone sparaneve pompa e nebulizza l'acqua liquida in ingresso e questa poi, sotto forma di piccolissime gocce d'acqua, ghiaccia quasi istantaneamente al contatto con l'aria. Con i moderni cannoni sparaneve basta che la temperatura sia anche solo di pochi gradi sotto zero per formare piccoli cristalli di ghiaccio. 
Combinando acqua e aria compressa nelle giuste proporzioni e refrigerando opportunamente la miscela è possibile ottenere prima i nuclei di congelamento e poi lo sviluppo del cristallo di neve. In questa miscela si immette ancora acqua vaporizzata e si ricrea ciò che avviene in natura. Attorno ai nuclei di congelamento si deposita l'acqua e si formano i cristalli di neve, che per effetto della gravità si depositano al suolo.
Un cannone per la produzione di neve, quindi, non fa altro che ripetere più velocemente ciò che avviene in natura. Occorre però che la temperatura e l'umidità dell'aria siano nelle condizioni ideali: tanto più bassa è l'umidità, tanto maggiore sarà l'efficienza della trasformazione dell'acqua in neve. La struttura delle particelle gelate così prodotte, tuttavia, appare più compatta e sferica di quelle naturali, quindi la neve artificiale presenta alcune caratteristiche fisiche diverse da quella naturale, che comportano una sua maggiore densità. La neve artificiale presenta inoltre una più alta concentrazione di sali e anidride carbonica.
Alcune sostanze possono velocizzare e facilitare la formazione di nuclei di congelamento, come ad esempio l'utilizzo di una proteina prodotta per fermentazione in un ambiente controllato dal batterio Pseudomonas syringae. In passato si è fatto uso di tale metodo; oggi il controllo del diametro degli spruzzatori dei cannoni da neve rende inutili tali additivi e l'analisi chimica non evidenzia quasi mai differenze tra la neve prodotta dai cannoni e quella naturale.
Condizione necessaria per l'innevamento artificiale è, oltre alle temperature suddette, anche l'assenza di vento.

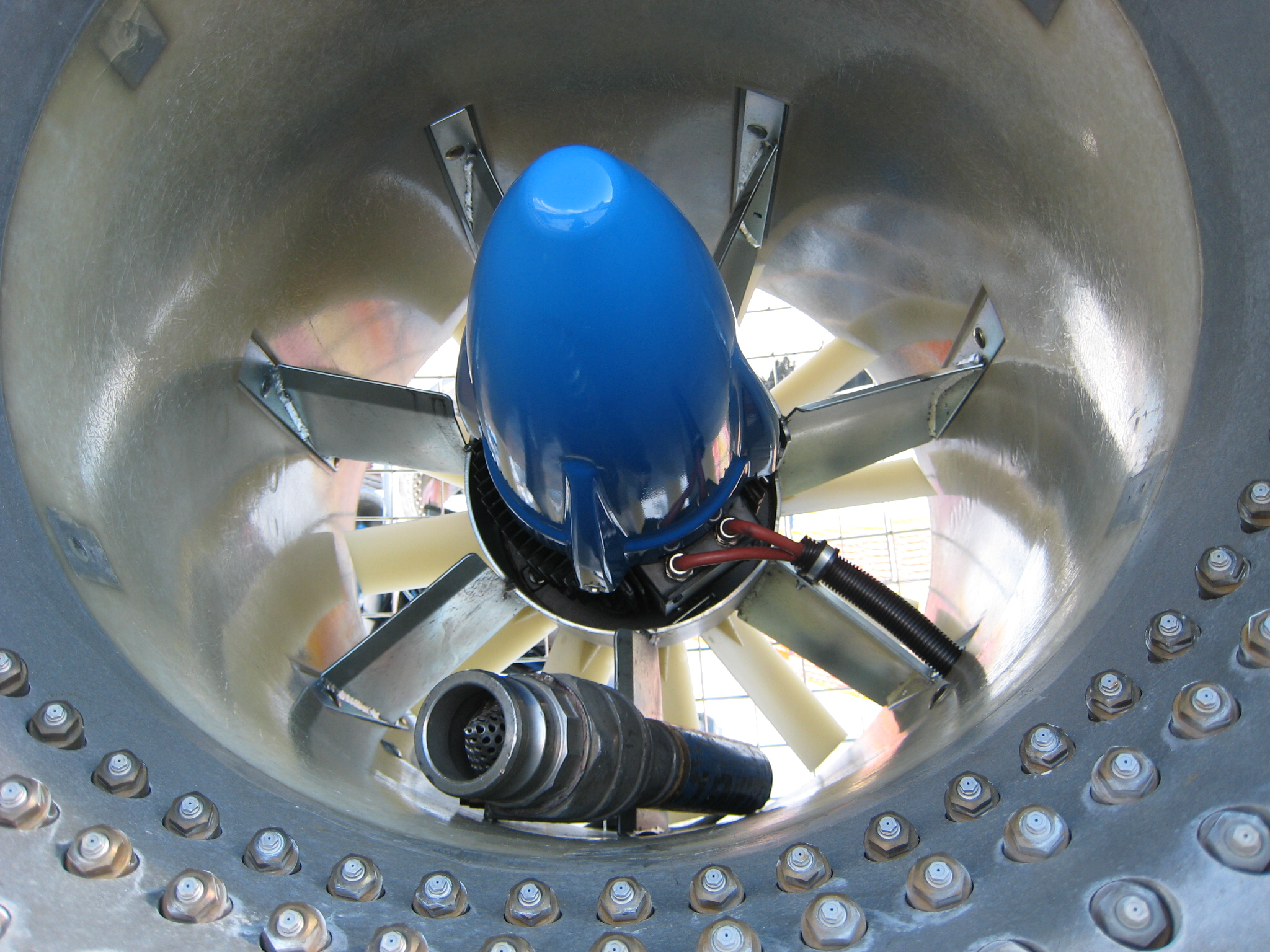
Interno di un cannone sparaneve
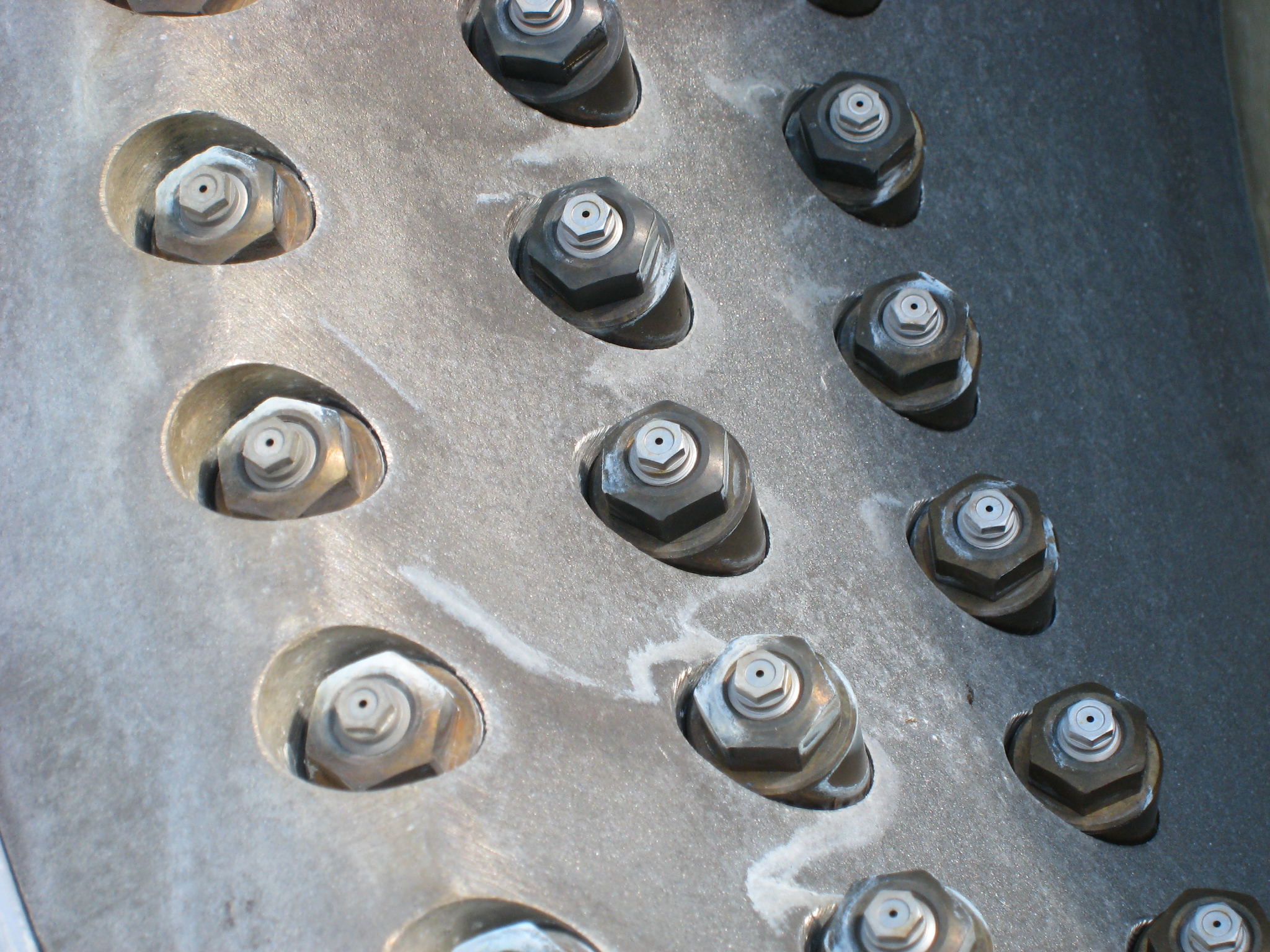
Ugelli di un cannone sparaneve

### Caratteristiche fisiche a confronto
La neve naturale al suolo dopo la sua caduta va incontro ad una serie di trasformazioni (metamorfismi) che ne alterano la struttura originale in dipendenza delle particolari condizioni ambientali. Questi metamorfismi sono i responsabili delle caratteristiche meccaniche e fisiche del manto nevoso. 
La densità della neve naturale dopo un certo periodo di tempo dalla caduta, se non viene trattata con mezzi meccanici (ad esempio macchine battipista), è stimata attorno ai 200-300 kg/m³.
La neve artificiale si deposita al suolo con valori di densità superiori a quelli della neve naturale metamorfosata, attorno cioè a 400-500 kg/m³. Questa differenza dipende dal metodo di produzione e solitamente è inferiore quando la neve è prodotta con generatori a ventola multiugello.
La neve artificiale, dunque, differisce per struttura fisica dalla neve naturale e comporta un maggiore carico del terreno. La neve artificiale consente di isolare termicamente il terreno dal gelo che, in assenza di precipitazioni nevose, potrebbe penetrare a fondo nella cotica erbosa, ma tale isolamento è meno efficace di quello prodotto dalla neve naturale. La neve artificiale prodotta a stagione avanzata, inoltre, ritarda l'inizio dell'attività vegetativa.

## Tipologie

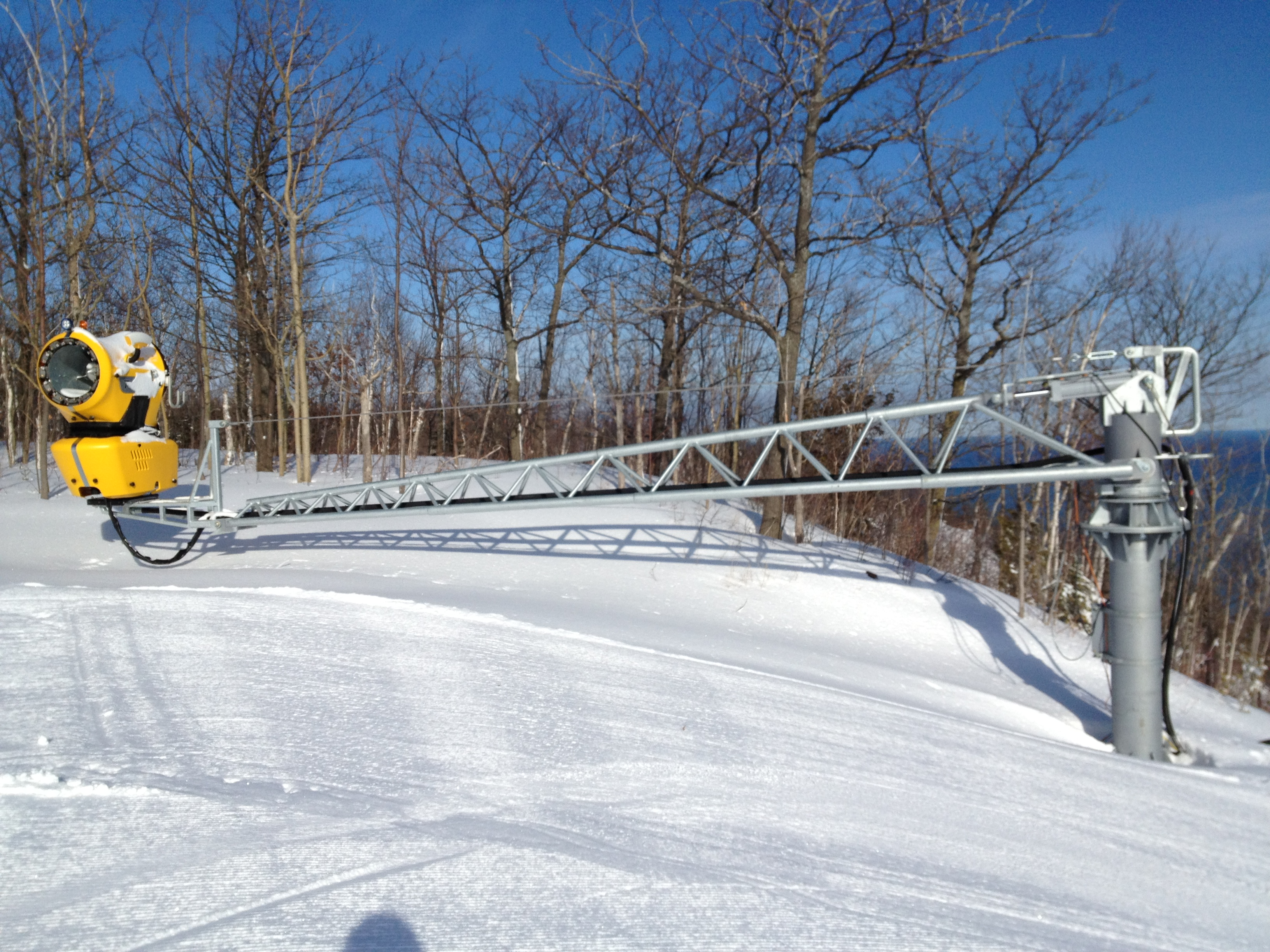
Generatore di neve a ventola su braccio
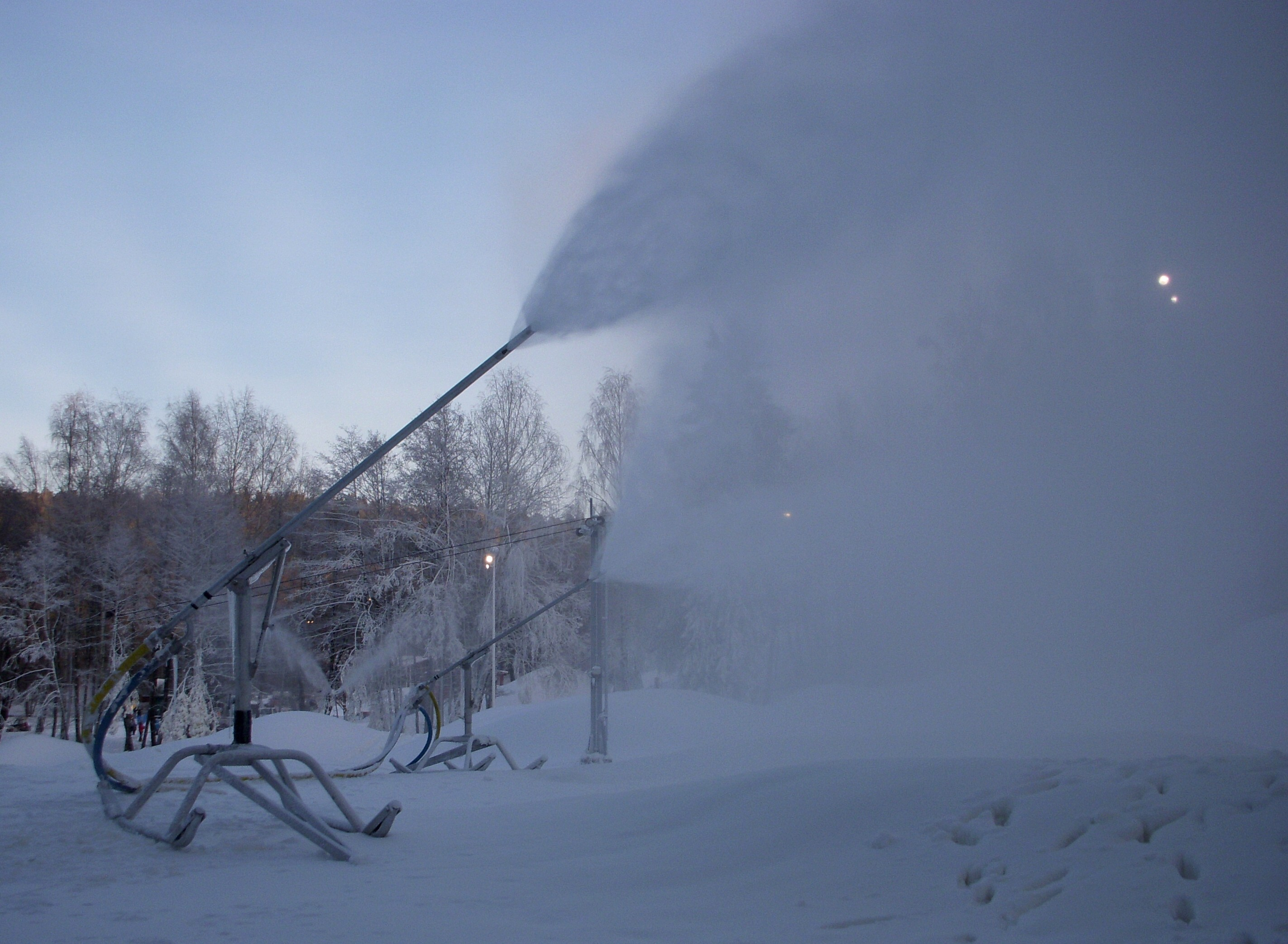
Generatore di neve a lancia mobile
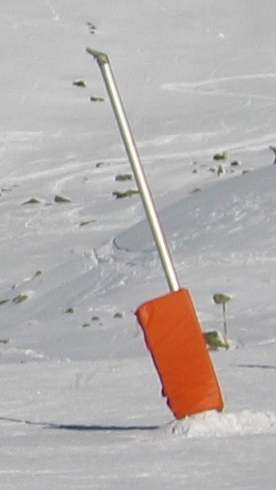
Generatore di neve a lancia fisso

## Applicazioni

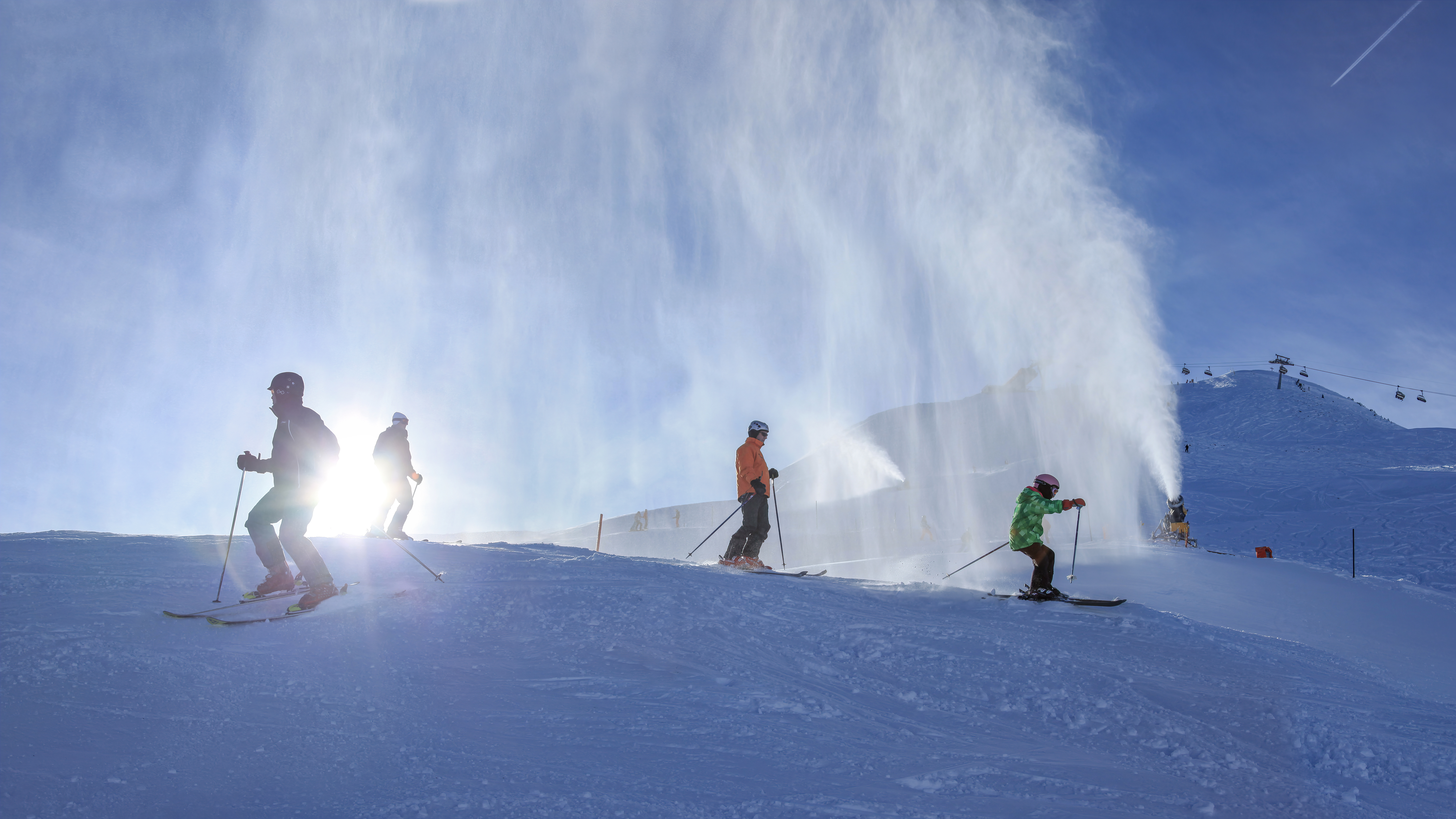
Sciatori su una pista di neve artificiale (Stoos, Svizzera)

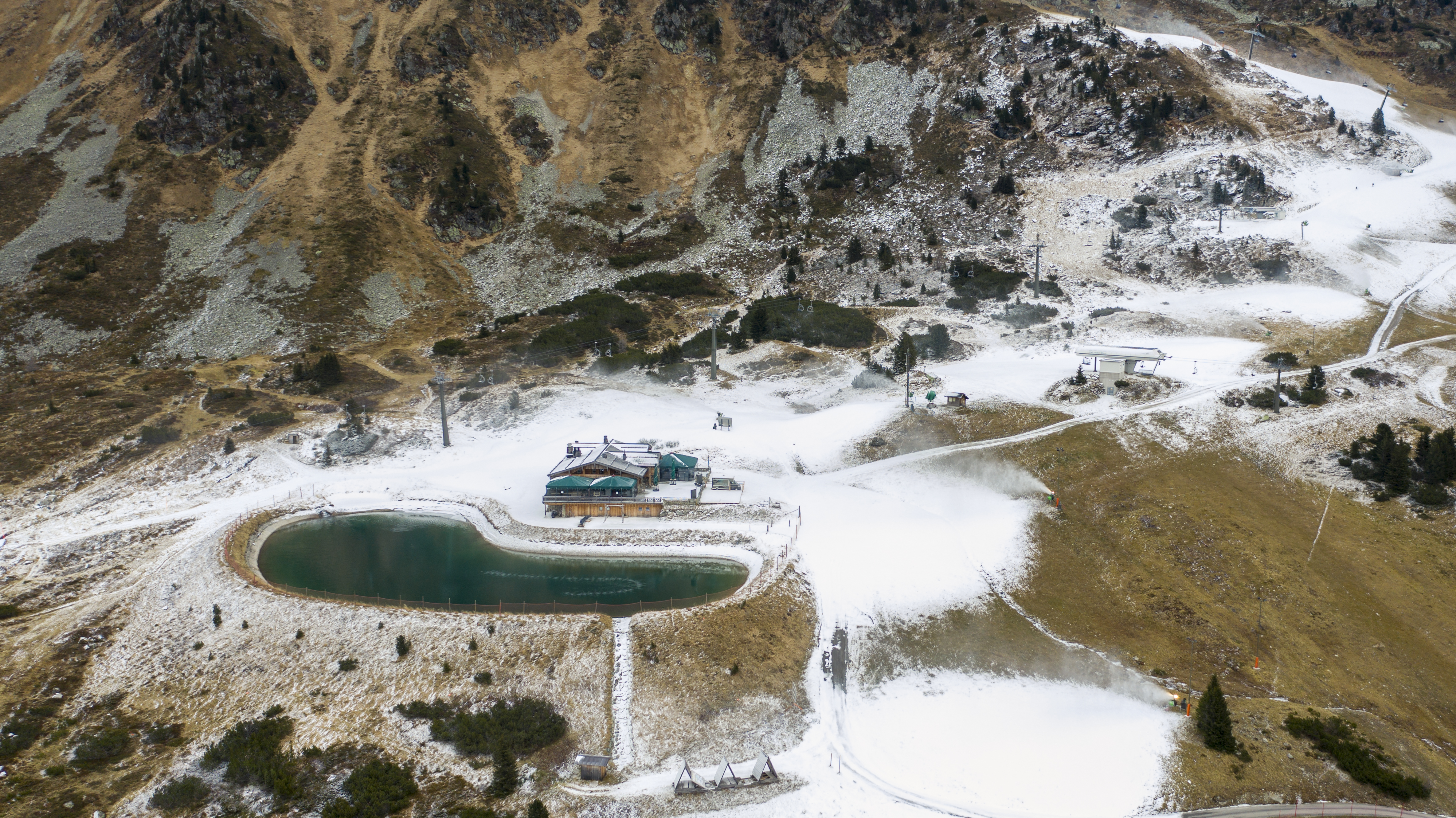
Neve artificiale a Obertauern, Austria

Nelle località sciistiche gli impianti di innevamento artificiale sono utilizzati dai gestori degli impianti di risalita per far fronte alla scarsità o all'assenza di neve naturale al suolo lungo le piste da sci durante la stagione turistica invernale.

## Impatti ambientali
È in atto un acceso dibattito in merito alla opportunità di procedere o meno con tali tecniche.
La posizione ecologista (seguita anche dal WWF) è contraria per i seguenti motivi:
- struttura chimica diversa del manto nevoso prodotto artificialmente e conseguenti ripercussioni sulla biodiversità;
- elevati consumi di acqua ed energia;
- inquinamento acustico durante il funzionamento degli impianti per l'innevamento artificiale;
- modifiche ambientali dovute alla costruzione degli impianti per l'innevamento artificiale.

La posizione a favore invece considera i seguenti aspetti: 
- mantenimento e pieno utilizzo degli impianti turistici anche in stagioni o periodi poco favorevoli, con forte ricaduta positiva sull'economia delle zone interessate;
- utilizzo di risorse idriche solo in zone dove tali risorse sono disponibili;
- protezione della cotica erbosa, che in assenza di precipitazioni naturali sarebbe aggredita dal gelo più in profondità.

Le principali modifiche ambientali legate alla produzione di neve artificiale si sommano a quelle dovute allo sfruttamento della montagna per gli sport invernali e sono:
- sbancamento di aree destinate a bacini artificiali di raccolta di acqua;
- abbattimento di enormi superfici boschive per la creazione delle piste;
- installazione di impianti di risalita e di costruzioni.

Anche il costante abbandono della montagna da parte delle popolazioni autoctone ha creato grossi problemi ambientali legati alla fragilità dei versanti, non più curati dalle comunità alpine.
Si registrano, pertanto, anche conseguenze positive in seguito a tali interventi, che:
- sono l'occasione per attuare opere di sistemazione ambientale che preservano le aree oggetto di intervento da possibili dissesti idrogeologici;
- permettono il rilancio economico di date aree ed il recupero del tessuto sociale;
- permettono di utilizzare le aree disboscate per l'alpeggio dei bovini in estate.

### Utilizzo di risorse

Schema di funzionamento di un impianto di neve artificiale

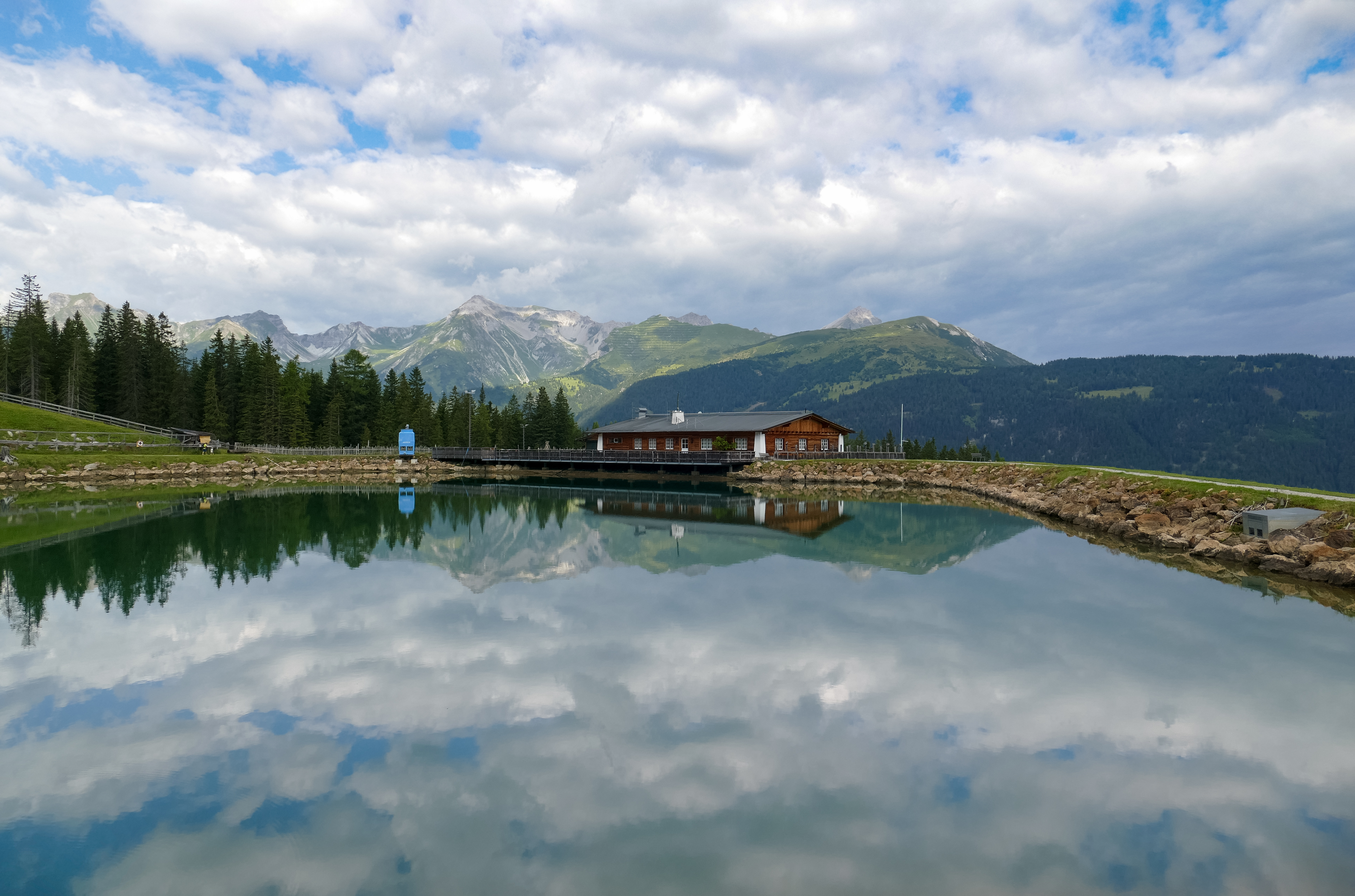
Esempio di bacino idrico utilizzato per la produzione di neve artificiale (Bergeralm, Austria).

L'innevamento artificiale causa un consumo di risorse maggiore rispetto a quello naturale, inquinamento acustico e modifiche dell'ambiente e delle modalità di utilizzo delle aree montane. Le risorse utilizzate sono quelle idriche e quelle energetiche.
È stato stimato in particolare che un impianto sparaneve in una singola località in Abruzzo consumerebbe 500 mila litri di acqua potabile all'ora.
Per quanto riguarda le risorse idriche, va considerato che i cambiamenti climatici in atto modificano la distribuzione delle precipitazioni nel corso delle stagioni con, in particolare, un minore apporto di acqua nella stagione primaverile ed autunnale e una maggiore frequenza di eventi estremi tra l'estate e l'autunno. Le minori precipitazioni nevose poi innescano un processo che porta ad un'accentuata siccità primaverile, con scarsi apporti idrici proprio quando l'acqua servirebbe maggiormente. Dall'altra parte gli impianti di innevamento artificiale hanno bisogno di acqua per funzionare e spesso necessitano di bacini di raccolta dell'acqua per tali esigenze. Questi bacini si riempiono durante tutto l'anno grazie alle precipitazioni naturali e consentono anzi di ridurre il rischio di inondazioni dovute a fenomeni molto intensi e limitati nel tempo. Inoltre questi bacini sono utilizzati da specie animali e vegetali che, in assenza di un ciclo idrologico normale, rischierebbero rapidamente di scomparire dalle montagne. L'innevamento artificiale durante la stagione invernale sopperisce quindi alla carenza di precipitazioni invernali e garantisce una riserva d'acqua per il periodo primaverile, sempre più secco. Il consumo di acqua degli impianti di innevamento quindi è solo apparente, perché in realtà tende a ripristinare gli equilibri del ciclo idrologico.
La costruzione del bacino di raccolta, di contro, può avere un impatto ambientale notevole, a causa del grande sbancamento di terreno e degli eventuali alberi tagliati.
Per quanto riguarda le risorse energetiche occorre considerare che gli impianti di innevamento, come ogni altro impianto tecnologico, utilizzano energia elettrica per funzionare, ma entrano in funzione nelle ore serali e notturne, quando i picchi di consumo elettrico sono inferiori e la produzione energetica presenta surplus altrimenti non utilizzati. Inoltre, migliorando l'efficienza di questi impianti, il costo in kWh per la produzione della neve diminuisce progressivamente, anche grazie all'utilizzo di strumenti tecnologici come gli inverter per l'ottimizzazione del consumo elettrico in relazione alle effettive esigenze.

### Inquinamento acustico
Il rumore dei generatori di neve varia notevolmente in relazione alla tecnologia più o meno recente dei macchinari utilizzati e va dal minimo dei generatori ad asta in impianti con aria centralizzata al massimo dei generatori di neve a ventola di grande potenza.
Attualmente sono presenti sul mercato sistemi brevettati per l'insonorizzazione delle macchine più rumorose con notevole riduzione del rumore, che rimane così al di sotto della soglia considerata critica.
Un aspetto negativo del rumore prodotto è che il fenomeno avviene durante le ore notturne e, quindi, è maggiormente avvertibile dalla popolazione.